# Koninklijke Muntschouwburg

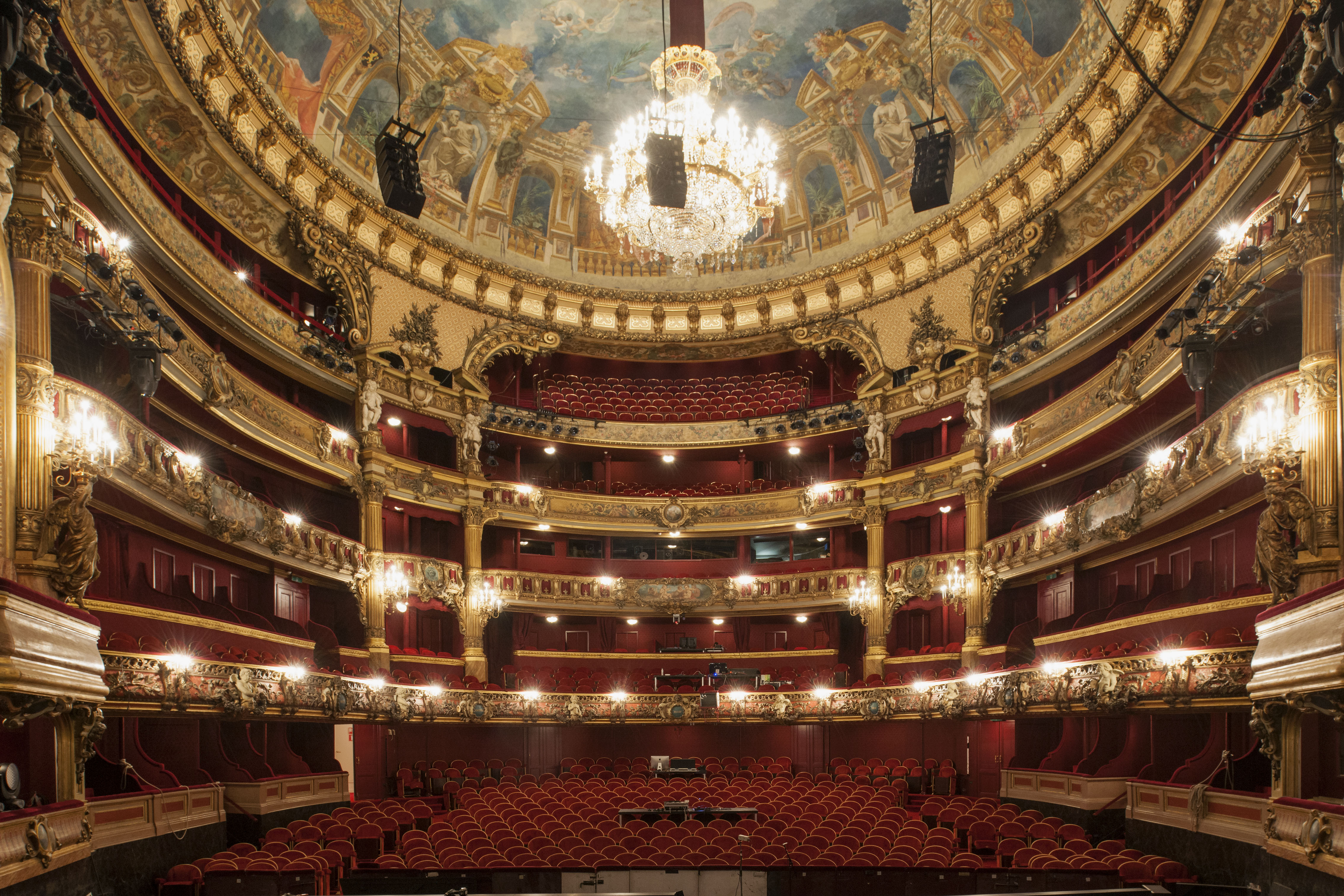
De Grote zaal van de Koninklijke Muntschouwburg

De Koninklijke Muntschouwburg (Frans: Théâtre Royal de la Monnaie) te Brussel, meestal kortweg De Munt (La Monnaie) genoemd, is een concertzaal voor opera, ballet en klassieke muziek. Zij staat aan het verkeersvrije Muntplein op het zuidelijke einde van de Nieuwstraat.

## Geschiedenis
De huidige Muntschouwburg is niet de eerste zaal met deze naam. Die werd in 1700 geopend op de plaats waar voorheen een muntslagerij stond (vandaar de naam "De Munt"). Het munthuis was in puin geschoten door het bombardement van 1695 en de landvoogd greep de kans aan om een fraaie opera te bouwen op een ruim plein. Daarvoor werd een beroep gedaan op Gio Paolo Bombarda en Pietro Antonio Fiocco, de uitbaters van de Opéra du Quai au Foin. De architecten van de nieuwe schouwburg waren Paolo en Pietro Bezzi.
In het begin van de negentiende eeuw bouwden de Franse machthebbers een nieuw theater achter de eerste, bouwvallig geworden schouwburg. Architect was de Fransman Louis-Emmanuel Aimé Damesme. Dit is met name te zien in de voorgevel uit 1819, in neoklassieke stijl. Na de val van Napoleon, werd het gebouw door het nieuwe bewind gewoon afgewerkt. Deze schouwburg werd in 1819 ingehuldigd.
In 1830 werd er de opera De Stomme van Portici van Auber opgevoerd, die een rol zou spelen in de Belgische onafhankelijkheidsstrijd. Tussen 1819 en 1855 werd het interieur van de opera meermaals volledig heringericht naar de smaak van de tijd, door architecten, cq. decorateurs, zoals Séchan, Gineste en Philastre.

### Fronton
In 1853 werd het fronton door Eugène Simonis versierd met een bas-reliëf. Simonis voorzag op het fronton geen klassieke allegorie van de kunsten, maar een Harmonie van de Menselijke Passies. Centraal troont de figuur van de Harmonie. Aan haar rechterhand vinden we staand de Epische poëzie en zittend de Lyrische poëzie. Dan steeds verder naar rechts: de Liefde (een engel met geketende leeuw), de Twist (een vrouw met blote borsten en vleermuisvleugels), de Wroeging en de Moord. Aan de linkerhand van de Harmonie vinden we de Satirische poëzie en de Pastorale poëzie, dan de Wellust, het Verlangen en de Leugen, de Hoop, Smart en Troost. Zo zag Simonis de passies waaruit opera bestaat.

### Brand
In 1855 werd het theater door een brand verwoest. Buiten de vier buitenmuren en het portico, bleef er van het gebouw niets over. De wederopbouw gebeurde onder leiding van de architect Joseph Poelaert.

### Restauraties
In 1985-'86 is het gebouw onder leiding van theaterdirecteur Gerard Mortier uitgebreid, gerestaureerd en gemoderniseerd, waarbij architect Charles Vandenhove werd ingeschakeld. Hedendaagse kunstenaars als Sam Francis, Sol LeWitt, Daniel Buren en Giuolio Paolini mochten er hun stempel op drukken. Lewitt ontwierp een zwart-wit marmeren vloer in de vorm van een dubbele waaier. In het theater is een monument van Paul Dubois uit 1910 ter ere van Joseph Dupont. Er hangen ook enkele schilderijen van Emile Fabry.
Vanaf het seizoen 2016-2017 ging de schouwburg opnieuw dicht voor renovatiewerkzaamheden. Op 24 maart 2016 ging het tijdelijke Muntpaleis op de terreinen van Thurn en Taxis open voor de première van de opera Béatrice et Bénédict; deze première werd voorafgegaan door een minuut stilte en de Brabançonne ter herdenking van de slachtoffers van de aanslagen in Brussel op 22 maart 2016 van twee dagen ervoor. In totaal werd er van mei 2015 tot augustus 2017 meer dan twee jaar aan De Munt gewerkt.

## Programmering
In "De Munt" vinden eind 20e eeuw en begin 21e eeuw regelmatig wereldcreaties van nieuwe opera's plaats, zoals The Death of Klinghoffer van John Adams (1991), of Matsukaze van Toshio Hosokawa (2011).
Artiesten in residentie zijn Anne Teresa De Keersmaeker (met het dansgezelschap Rosas), en sinds 1985 componist Philippe Boesmans, van wie onder andere de opera's Reigen (1993), Wintermärchen (1999), Julie (2005) en Pinocchio (2017) er in première gingen.

## Directeuren
Recente algemeen directeuren van de Munt waren Gerard Mortier (1981-1991), Bernard Foccroulle (1992-juni 2007). Vanaf juli 2007 nam Peter de Caluwe het roer in handen. Sinds 1 juli 2025 leidt Christina Scheppelmann de Munt.
De muzikale leiding van de Munt was onder de eerste in handen van Sylvain Cambreling. Hij werd opgevolgd door Antonio Pappano (1992 tot 2002), die daarna naar de Royal Opera van Covent Garden in Londen ging. Van 2002 tot eind van het seizoen 2007-2008 was de Japanse dirigent Kazushi Ono muzikaal directeur. Vanaf het seizoen 2008-2009 nam Mark Wigglesworth die taak over. Van 2012 tot 2014 leidde Ludovic Morlot, eveneens aangesteld aan de Seattle Symphony. Alain Altinoglu werd de nieuwe muziekdirecteur in 2016.

## Fotogalerij

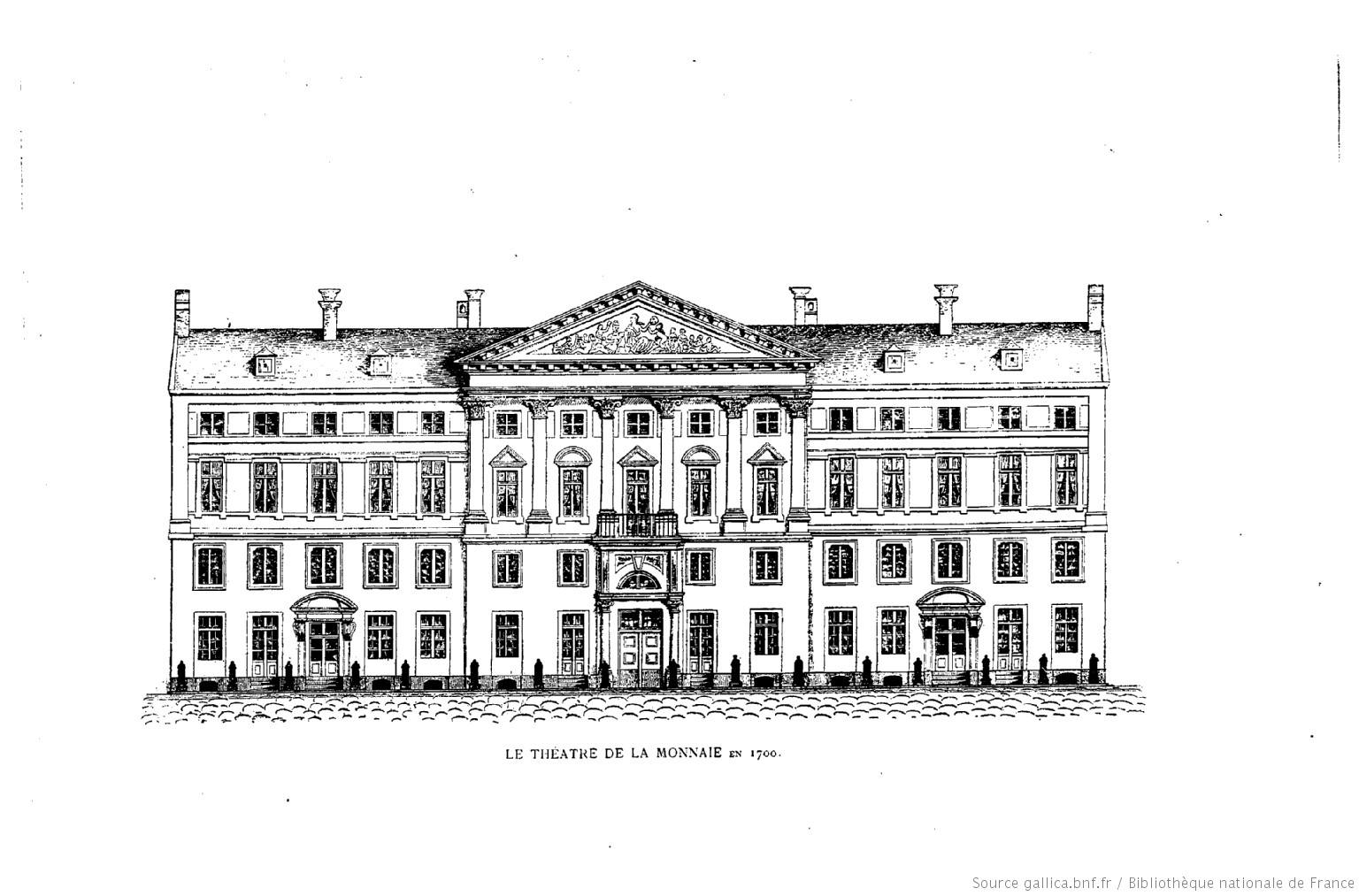
Eerste Muntschouwburg van 1700
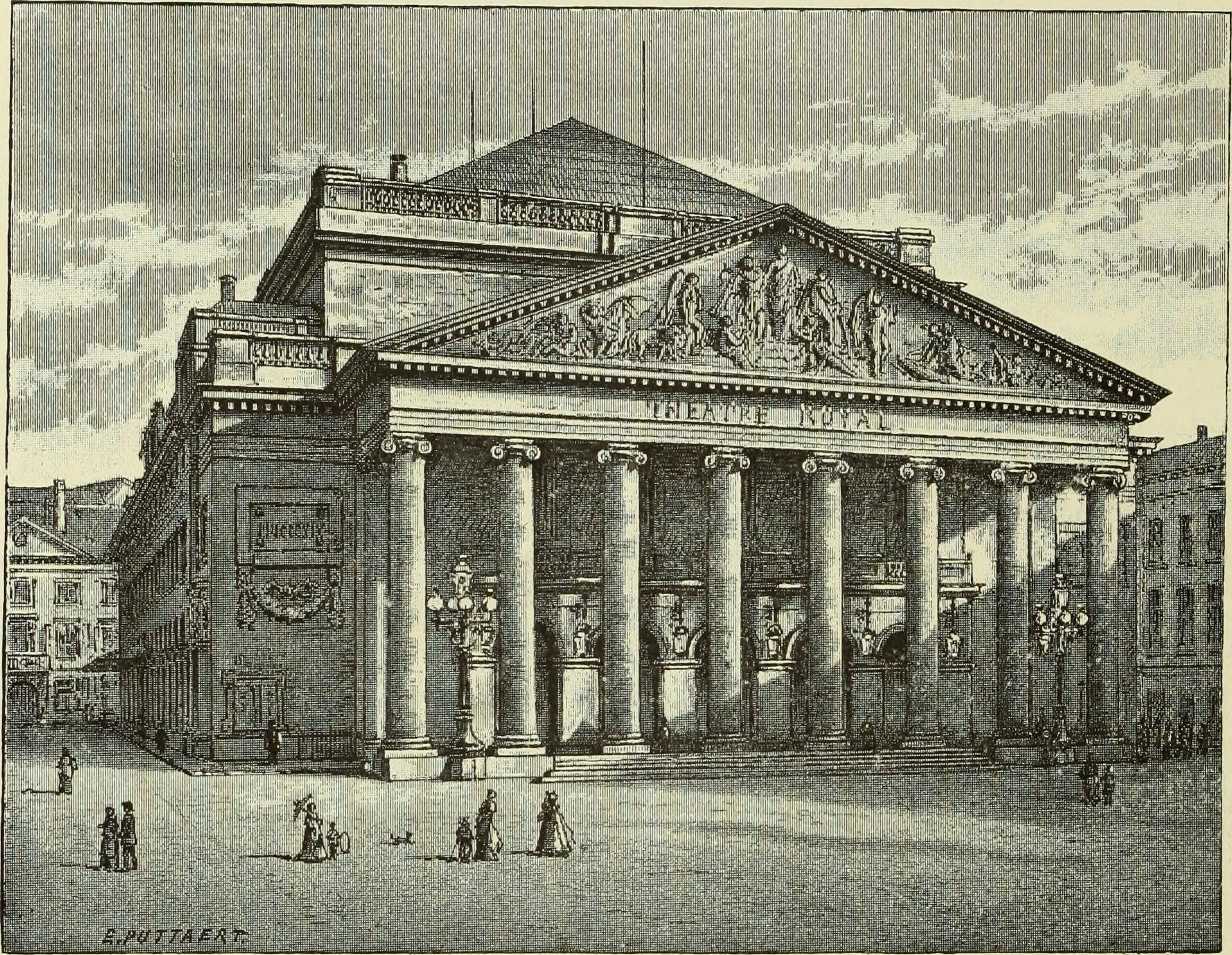
De schouwburg in 1884
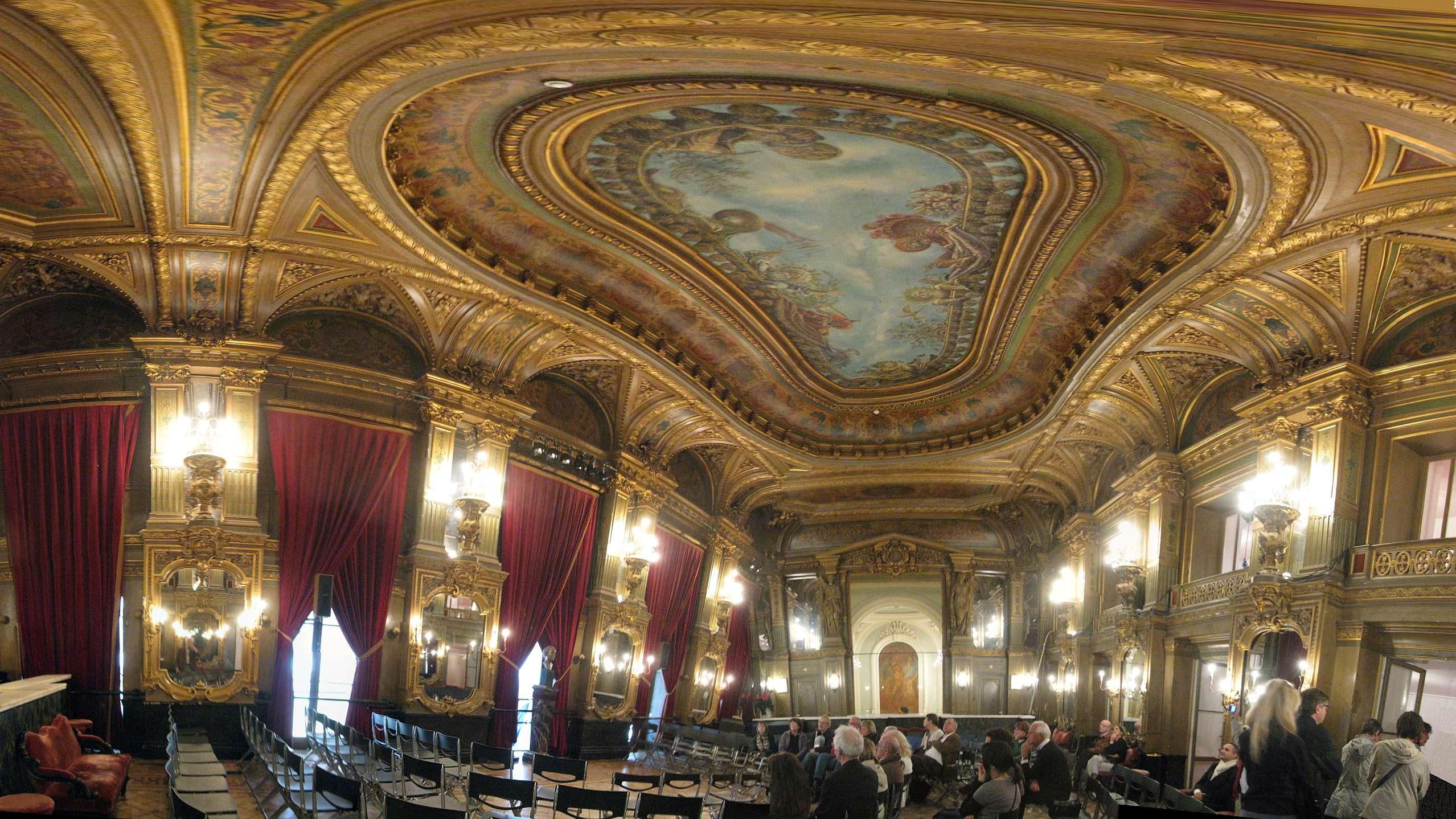
Panoramafoto van de foyer
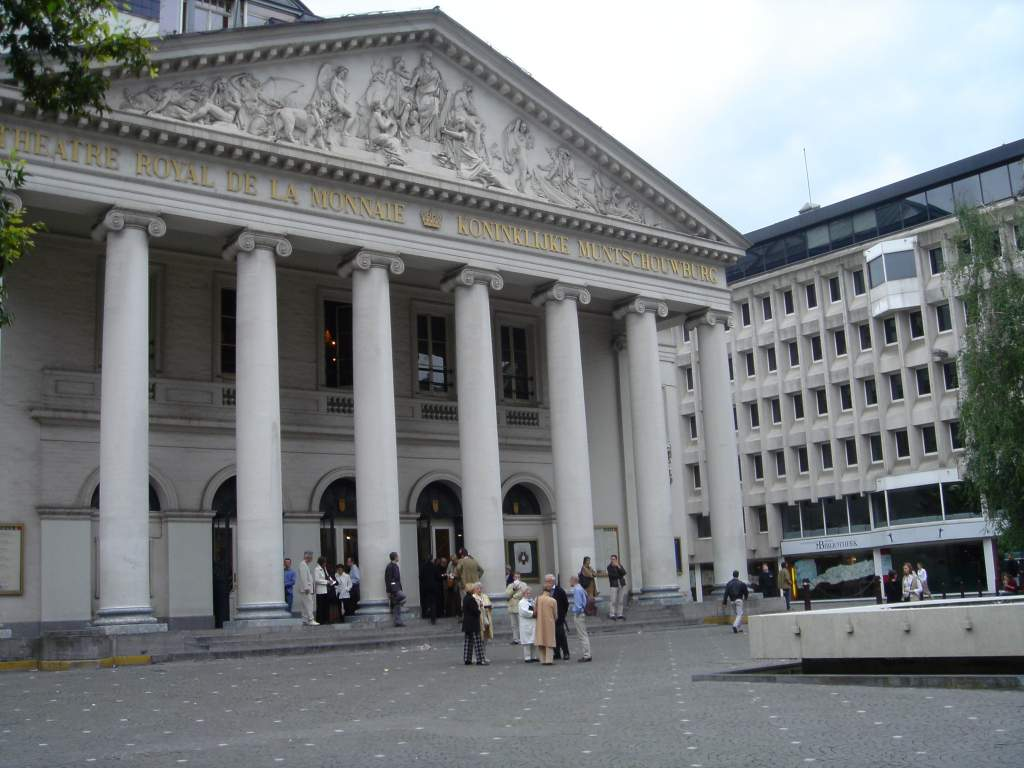
De Muntschouwburg in 2005

## Wetenswaardig
In 1884 liet koningin Maria Hendrika een telefoon installeren in het kasteel van Laken om ongezien naar de opera's in de Munt te kunnen luisteren. Zo woonde ze dankzij zes microfoons de première van Rossini's Guillaume Tell bij.